# Tyler Duffey
Tyler Blinn Duffey (ur. 27 grudnia 1990) – amerykański baseballista występujący na pozycji miotacza w Minnesota Twins.

## Przebieg kariery
Duffey studiował na Rice University, gdzie w latach 2010–2012 grał w drużynie uniwersyteckiej Rice Owls. W 2011 został uznany najbardziej wartościowym zawodnikiem konferencji C-USA. 5 czerwca 2012 został wybrany w piątej rundzie draftu przez Minnesota Twins i tydzień później podpisał kontrakt z organizacją tego klubu. Zawodową karierę rozpoczął w Elizabethon Twins (poziom Rookie), następnie w 2013 grał w Cesar Rapids Kernels (Class A) i Fort Myers Miracle (Class A Advanced). 29 kwietnia 2014 został przesunięty do New Britain Rock Cats (Double-A), zaś 13 sierpnia 2014 do Rochester Red Wings (Triple-A). Przed rozpoczęciem sezonu 2015 został zaproszony do zespołu Minnesota Twins na występy w spring training, jednak po jego zakończeniu w kwietniu został odesłany do Chattanooga Lookouts (Double-A), następnie w maju do Red Wings.
3 sierpnia 2015 został powołany do 40-osobowego składu Minnesota Twins i dwa dni później zadebiutował w Major League Baseball w meczu przeciwko Toronto Blue Jays, w którym rozegrał 2 zmiany, zaliczył strikeout, oddał pięć uderzeń, w tym dwa home runy i zanotował porażkę. Pierwsze zwycięstwo w MLB zaliczył 15 sierpnia 2015, w swoim drugim starcie, w meczu z Cleveland Indians.